# Терре-Хот
Терре-Хот (англ. Terre Haute) — город в округе Виго штата Индиана, США. Городок находится на федеральной трассе, поэтому здесь можно увидеть большое количество гостиниц разного уровня и прочих заведений, рассчитанных на проезжающих туристов. Однако, благодаря развитой промышленной составляющей, город привлекает и людей бизнеса. К примеру, в Терре-Хоте располагается завод по производству автомобильных запчастей. Кроме всего прочего в городе впервые была придумана стеклянная бутылочка Кока-Колы.
В городе находится Университет штата Индиана и тюрьма, где содержатся приговорённые к смертной казни федеральными судами; здесь же приговоры приводятся в исполнение. Террорист Тимоти Маквей был казнён в этой тюрьме. Кроме того, Терре-Хот был домом пятикратного кандидата в президенты США от Социалистической партии Юджина Дебса.

## Климат
| Показатель                    | Янв.  | Фев.  | Март  | Апр. | Май  | Июнь | Июль | Авг. | Сен. | Окт. | Нояб. | Дек. | Год   |
| ----------------------------- | ----- | ----- | ----- | ---- | ---- | ---- | ---- | ---- | ---- | ---- | ----- | ---- | ----- |
| Абсолютный максимум, °C       | 20,5  | 24,4  | 30,0  | 31,6 | 37,2 | 42,2 | 42,7 | 40,0 | 38,8 | 34,4 | 27,7  | 23,3 | 42,7  |
| Средний суточный максимум, °C | 3,1   | 5,7   | 12,3  | 18,8 | 24,3 | 29,2 | 31,0 | 30,3 | 27,1 | 20,3 | 12,6  | 5,0  | 18,3  |
| Средняя температура, °C       | −1,8  | 0,2   | 6,3   | 12,4 | 17,8 | 22,8 | 24,7 | 23,8 | 19,8 | 13,1 | 6,7   | 0,0  | 12,1  |
| Средний суточный минимум, °C  | −7    | −5,2  | 0,2   | 6,0  | 11,3 | 16,5 | 18,5 | 17,3 | 12,7 | 6,0  | 0,8   | −5,1 | 6,0   |
| Абсолютный минимум, °C        | −31,1 | −28,8 | −22,2 | −8,3 | −1,6 | 2,2  | 5,0  | 5,5  | −2,7 | −7,2 | −17,2 | −30  | −31,1 |
| Норма осадков, мм             | 62    | 64    | 86    | 116  | 130  | 113  | 114  | 82   | 82   | 89   | 92    | 77   | 1114  |
| Источник: NWS                 |       |       |       |      |      |      |      |      |      |      |       |      |       |